# Castelnau-le-Lez
Castelnau-le-Lez település Franciaországban, Hérault megyében. Lakosainak száma 25 404 fő (2022. január 1.). Castelnau-le-Lez Clapiers, Le Crès, Jacou, Montpellier és Saint-Aunès községekkel határos.

## Népesség
A település népességének változása:
| Lakosok száma | 8169 | 9884 | 11 043 | 15 229 | 17 837 | 19 504 | 20 480 | 22 534 | 23 469 | 25 404 |
|               | 1968 | 1982 | 1990   | 2006   | 2013   | 2015   | 2017   | 2019   | 2020   | 2022   |